# Vlag van het Bildt

Vlag van de gemeente het Bildt (1955-2018)
Streekvlag van het Bildt sinds 2020

De vlag van het Bildt is op 29 juni 1955 vastgesteld als de gemeentelijke vlag van de Friese gemeente het Bildt. De vlag wordt als volgt beschreven:
De vlag is samengesteld uit drie evenhoge horizontale banen in de kleuren grasgroen, wit en kobaltblauw, waarover aan de broekzijde is gelegd een gelijkbenige driehoek, waarvan de basis wordt gevormd door de broeking, en de benen eenzelfde lengte hebben als de hoogte van twee banen; de driehoek in drie horizontale banen geel, karmijnrood, geel verdeeld, waarbij de hoogte van de vlag zich verhoudt tot de lengte gelijk 2:3.
De vlag werd ontworpen door Klaes Sierksma. Het ontwerp verbindt historische gegevens met de geografie van de gemeente: de driedeling verwijst naar de oorspronkelijke indeling in drie parochies; de driehoek naar de geografische vorm van de door de Hollanders ingedijkte polders. De kleuren geel en rood verwijzen in verband hiermee naar het graafschap Holland. De kleuren groen, wit en blauw zijn ontleend aan het gemeentewapen, waarbij de volgorde zodanig is gekozen dat de onderste twee kleuren die van het wapen van Westergo vormen. Het groen geeft aan dat dit gebied het jongste deel van dit gebied is. Verder geeft het de geografische ligging aan, met de driehoekige polders in de monding van de Middelzee (wit), tussen het Aldlân (blauw) en het Nijlân (groen).
Per 1 januari 2018 is de gemeente het Bildt opgegaan in de nieuwe gemeente Waadhoeke. De gemeentevlag van het Bildt is hierdoor komen te vervallen. Op 23 januari 2020 besloot de gemeenteraad dat vlag en wapen een tweede leven gaan krijgen als dorpswapen- en vlag voor het dorp en de streek.

## Dorpsvlaggen
Alle 7 dorpen in de gemeente het Bildt hebben een eigen dorpsvlag.

Vlag van Minnertsga
Vlag van Nij Altoenae
Vlag van Oudebildtzijl
Vlag van Sint Annaparochie
Vlag van Sint Jacobiparochie
Vlag van Vrouwenparochie
Vlag van Westhoek

## Verwante afbeelding

Het wapen van Het Bildt

Aengwirden 
· Baarderadeel 
· Barradeel 
· het Bildt 
· Bolsward 
· Boornsterhem 
· Dokkum 
· Dongeradeel 
· Doniawerstal 
· Ferwerderadeel 
· Franeker 
· Franekeradeel 
· Gaasterland 
· Gaasterland-Sloten 
· Haskerland 
· Hemelumer Oldeferd 
· Hennaarderadeel 
· Hindeloopen 
· Idaarderadeel 
· IJlst 
· Kollumerland en Nieuwkruisland 
· Leeuwarderadeel 
· Lemsterland 
· Littenseradeel 
· Menaldumadeel 
· Nijefurd 
· Oostdongeradeel 
· Rauwerderhem 
· Schoterland 
· Skarsterlân 
· Sloten 
· Sneek 
· Stavoren 
· Terschelling en Vlieland 
· Utingeradeel 
· Westdongeradeel 
· Wonseradeel 
· Workum 
· Wymbritseradeel